# Tanklager Farge

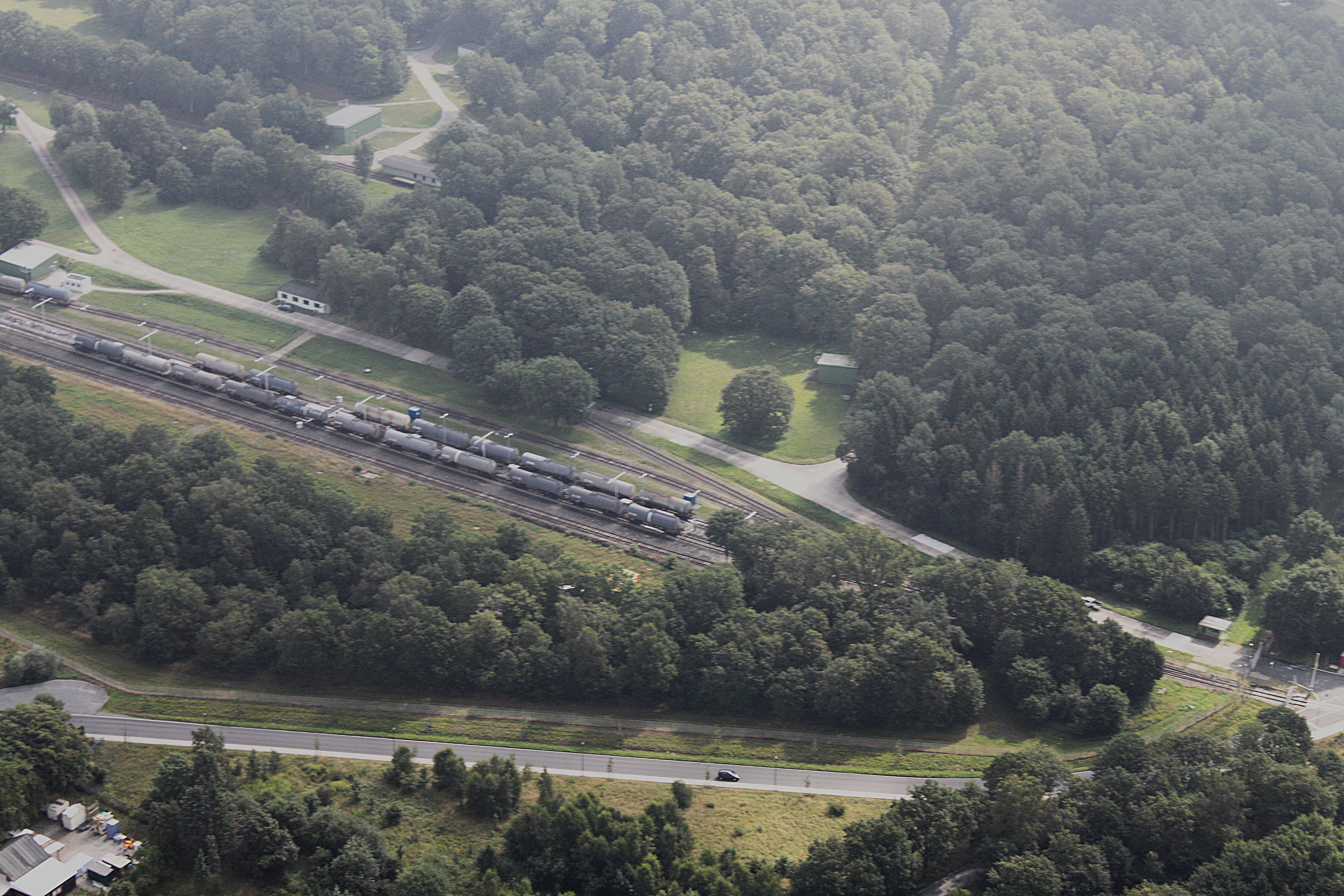
Verladebahnhof I auf dem Tanklagergelände im Betriebszustand 2012

Das Tanklager Farge war mit über 300.000 Kubikmetern Fassungsvermögen in 78 Tanks das größte künstlich angelegte unterirdische Tanklager der Welt. Es lag im Bremer Ortsteil Farge und in der niedersächsischen Gemeinde Schwanewede und wurde von 1941 bis 2015 genutzt. Die Anlage umfasst mehr als 300 Hektar, wovon rund 200 Hektar auf dem Gebiet der Stadt Bremen liegen.

## Geschichte

### Bau und Nutzung von 1936 bis 1945

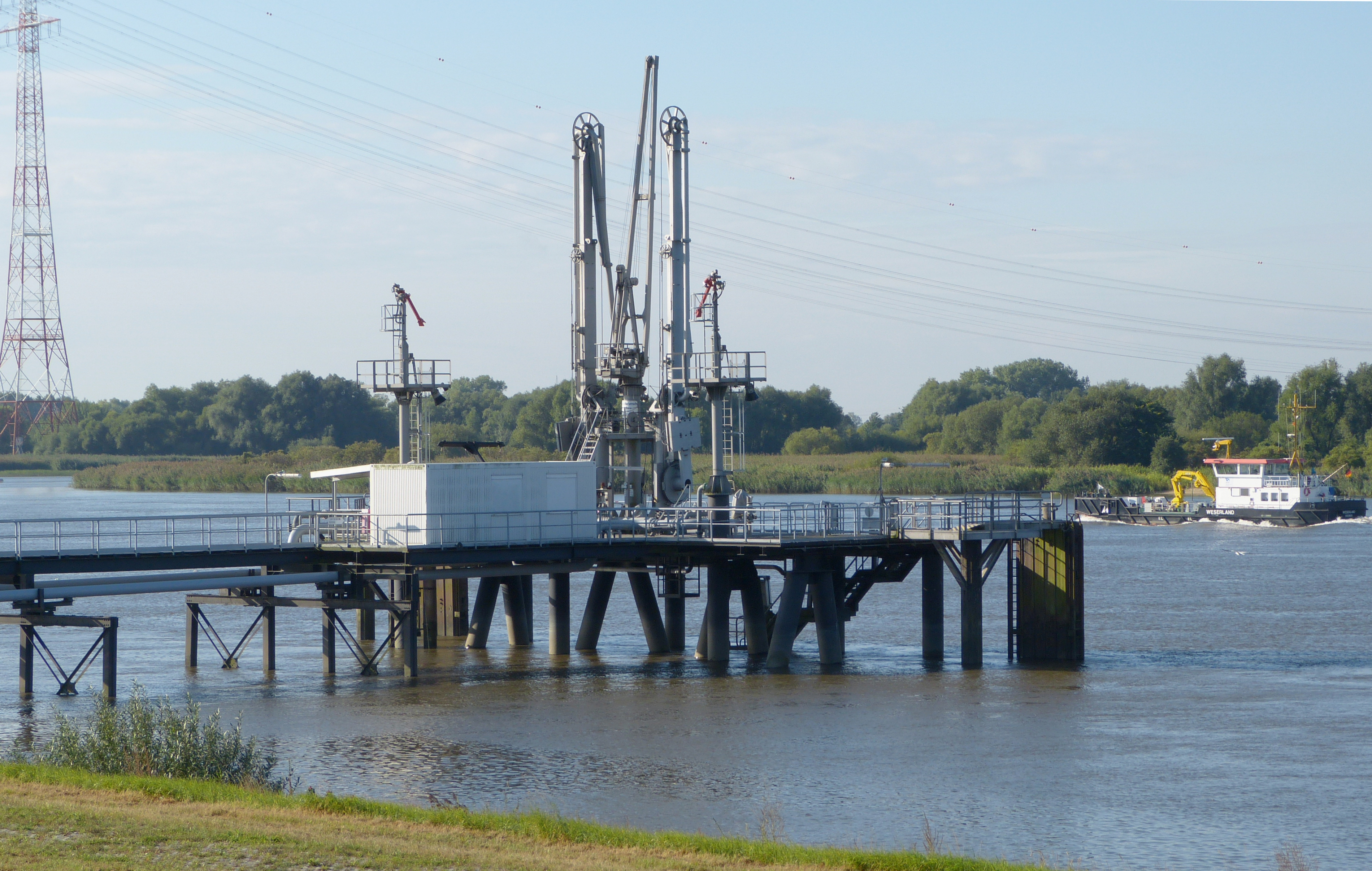
Ölterminal Farge in Rekum (2012)

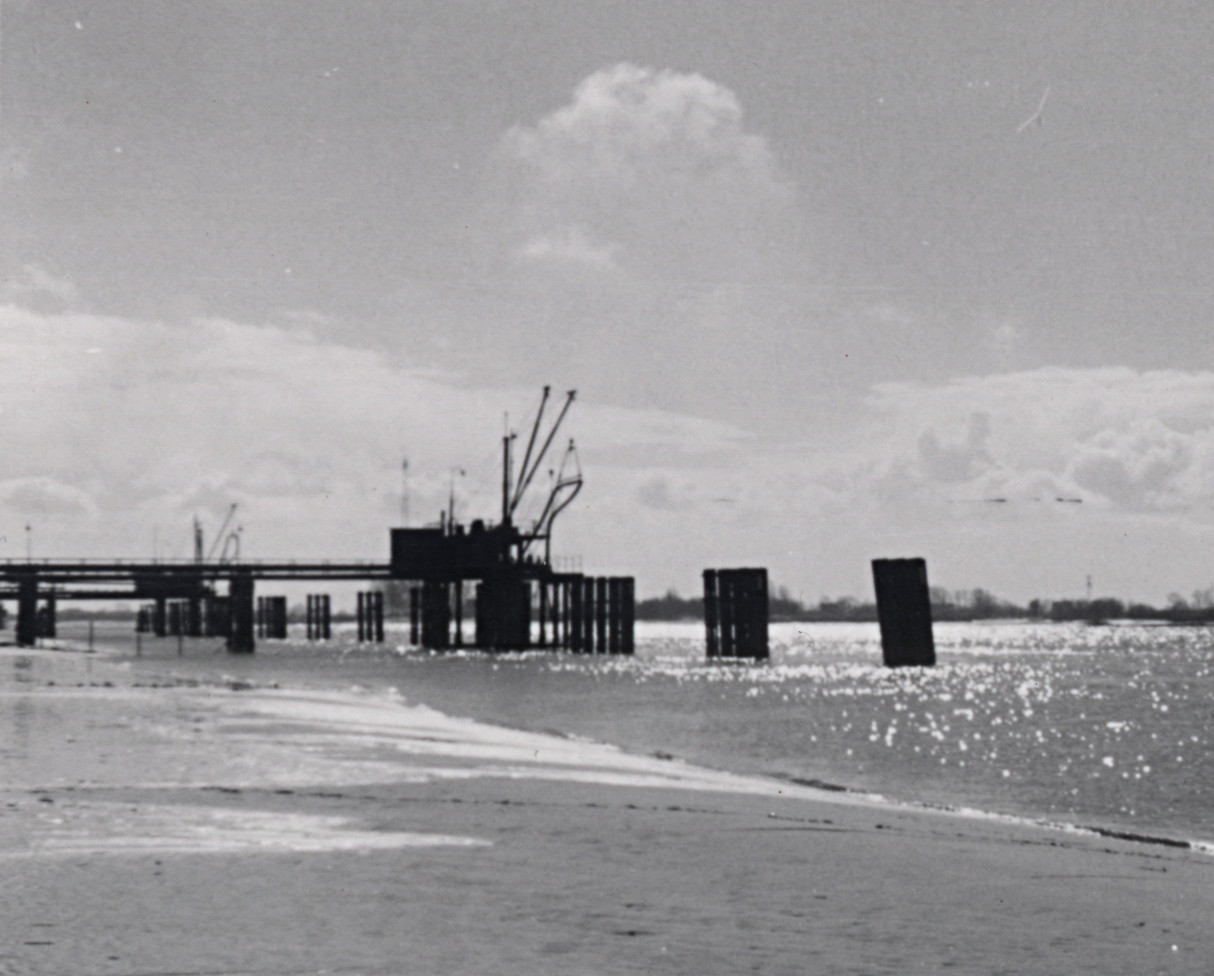
Öl-Pier des Tanklagers Farge an der Weser, Nordost-Ansicht, ca. 1960

Das Tanklager Farge und die zugehörige Infrastruktur einschließlich einer Anlegestelle für Tankschiffe (Öl-Pier) an der Weser wurden zunächst von der Wirtschaftlichen Forschungsgesellschaft mbH Berlin (WIFO), die 1934 zur Beschaffung und Bevorratung kriegswirtschaftlich wichtiger Rohstoffe gegründet worden war, unter dem Tarnnamen Wasserberg errichtet und betrieben. Baubeginn war 1936 durch das Generalbauunternehmen Gottlieb Tesch aus Berlin. Weitere beteiligte Firmen waren Grün & Bilfinger, Kieserling und Gottfried Stehnke (Osterholz-Scharmbeck); Bauleitung seitens der Wifo war Herr Schweser, Betriebsleiter war seit 1943 Paul Gehrt (Staatsarchiv Bremen 4,64/6-379). In der Anlage sollten Treibstoffe für Kraftfahrzeuge und Flugzeuge der NS-Streitkräfte aufbereitet und ca. 5 m unterirdisch gelagert werden. Es wurden insgesamt 75 einzelne Lagertanks mit je 4000 m³ Fassungsvermögen gebaut. Weitere Tanks mit einer Kapazität von insgesamt ca. 20.000 m³ dienten der Aufbereitung von Vorprodukten durch Zugabe von Hilfsstoffen wie Benzol und Ethylfluid sowie zur Herstellung von Mischungen. Benzin, Diesel, Gasöl, Kerosin und andere Vorprodukte wurden mit der Eisenbahn in Kesselwagen an- und abtransportiert. Es gab zwei Verladebahnhöfe von 300 bis 450 m Länge, einen Ölbahnhof und einen Übergabebahnhof sowie zahlreiche Rangiergleise an der Eisenbahnstrecke Farge-Vegesack. Auch mit Schiffen wurden Vorprodukte antransportiert. Von einer Öl-Pier mit zwei Tanker-Löschbrücken am Weserufer wurden die Treibstoffe durch unterirdische Rohrleitungen quer durch den Ort in die Tanks des Tanklagers gepumpt. Die Gesamtanlage war für die Herstellung von 1,35 Millionen Tonnen Treibstoff pro Jahr konzipiert.
Die Baukosten beliefen sich auf 67,4 Millionen Reichsmark. Die Bauphase dauerte von 1935 bis 1941, wobei die einzelnen Teile der Infrastruktur wie Straßen, Gebäude und Schienenwege schrittweise in Betrieb genommen wurden. Ab 1941 wurde das Tanklager von der Wehrmacht genutzt.

### Arbeiterlager
Die WIFO ließ vermutlich von der Organisation Todt um 1938 ein Barackenlager, das Gemeinschaftslager Tesch mit Büros, Sozial- und Schlafräumen für ihre deutschen Mitarbeiter errichten, mit einem für die damalige Zeit hohen Wohnstandard. Das Lager enthielt u. a. einen großen Speisesaal mit 500 Plätzen und einer Bühne für Vorführungen, einen kleinen Speisesaal für Ingenieure, Gemeinschaftswaschräume, beheizbare Schlafräume mit Hochbetten für jeweils zwölf Personen, sowie Damen-Einzelzimmer. Auf Luftbildern der Alliierten ist zu sehen, dass sich das Lager an der heutigen "Betonstraße" in Farge befand, nahe der Einmündung in den Neuenkirchener Weg, und dass es mit mehr als 25 Baracken etwa die gleiche Größe hatte wie das nahegelegene Marine-Gemeinschaftslager an der heutigen Hospitalstraße in Neuenkirchen.
Die Gemeinschaftslager Tesch diente zeitweise der Unterbringung von sogenannten Fremdarbeitern, darunter Zwangsarbeiter aus der damaligen Tschechoslowakei, Belgien, Frankreich, Polen und Holland. Lagerleiter waren 1940 Ashauer und Barthel, der Lagerarzt hieß Hartung und seit dem 1. Februar 1942 Walter Heidbreder. Seit Oktober 1941 befanden sich auch sowjetische Kriegsgefangene aus dem Stalag Sandbostel im Gemeinschaftslager Tesch, u. a. das Arbeitskommando Nr. 7013 XB Bremen-Farge III (Russenkommando). Sie wurden als Arbeitssklaven in der Landwirtschaft oder beim Bau des U-Boot-Bunkers Valentin eingesetzt. Von November 1941 bis Mai 1942 kamen mindestens 183 dieser Kriegsgefangenen durch Misshandlungen, Krankheiten (Fleckfieber, Ruhr), Unterernährung und schwere körperliche Arbeit zu Tode.
Von 1940 bis 1942 unterhielt die Gestapo Bremen in einer Baracke des Gemeinschaftslagers Tesch das Arbeitserziehungslager Farge; Leiter war der Gestapo-Beamte SS-Oberscharführer Karl Walhorn.
Der Lokomotivführer Claudius Gosau arbeitete für die Firma Tesch in Farge; er wurde 1943 wegen regimekritischer Äußerungen am Arbeitsplatz denunziert, 1944 zum Tode verurteilt und hingerichtet.
Die Baracken des Gemeinschaftslagers Tesch wurden nach dem Krieg beseitigt; es gibt keine Überreste.

### Bombardierungen im Zweiten Weltkrieg
Am 20. Juli 1942 wurde das Arbeiterwohnlager von Bomben getroffen und großenteils zerstört – es gab vier Tote, fünf Verletzte, 187 Obdachlose und eine Million RM Sachschaden. Die Treibstofftanks blieben heil. Als am 27. und 30. März 1945 der U-Boot-Bunker Valentin bombardiert wurde, fielen auch einige Bomben auf das Tanklager. Dabei soll nicht nur einer der Tanks zerstört, sondern auch das unterirdische Rohrleitungssystem beschädigt worden sein. Der Rönnebecker Heimatforscher Ulf Fiedler berichtet allerdings auch, dass ab Mitte der 1970er Jahre das Rohrleitungssystem komplett ausgetauscht worden sei. Aber vor den Bombardierungen sollen Kesselwagen auf den Verladebahnhöfen durch einfaches Öffnen des Hahns entleert worden sein.

„Wir saßen auf dem Hof mit meiner Mutter, als wir plötzlich Fliegerlärm hörten. Und es dauerte auch nicht lange, da flog eine Staffel von Flugzeugen über unser Haus.“

Es habe nicht besonders schlimm geknallt, aber am Nachmittag sollen Zeitzünder die Detonationen ausgelöst haben – das Explosionsgeknalle sei ohrenbetäubend gewesen. Der zehnjährige Karl-Heinz Schönberger und seine Eltern bekamen es mit der Angst zu tun und flohen in Richtung Heißenbüttler Wald. Anwohner sollen sich, nachdem die Feuerwehr den Brand gelöscht hatte, „mit Wannen“ einen alkoholhaltigen Treibstoff geholt, „durch Gasmasken und Brot gefiltert“ und dann zum Verkauf angeboten haben.

### Nutzung nach 1945 und Stilllegung
Nach dem Krieg wurde das Lager bis 1957 durch die US-Armee und danach von der Bundeswehr und von ihr beauftragten Gesellschaften übernommen. Es befindet sich im Eigentum der Bundesrepublik Deutschland. Über eine Pipeline war das Tanklager Farge direkt an die Fliegerhorste Ahlhorn und Oldenburg sowie an das mitteleuropäische NATO-Pipeline-Netz angebunden. Betrieben und verwaltet wurden Tanklager und NATO-Pipeline von der bundeseigenen Industrieverwaltungsgesellschaft (IVG), die Pipelines von deren Tochtergesellschaft Fernleitungs-Betriebsgesellschaft (FBG), und die Eisenbahn-Kesselwagen von der Vereinigten Tanklager und Transportmittel GmbH (VTG). Die NATO-Pipeline unterquert die Rekumer Straße in Höhe Hausnummer 70.
Am 31. Mai 2013 gab die Bundeswehr das Gelände auf. Seitdem wird es von der Bundesanstalt für Immobilienaufgaben (BImA) verwaltet.
Der Osterholzer Landrat Bernd Lütjen zeigte sich erfreut über die Entscheidung der Bundesbehörden, das Tanklager Farge Mitte des Jahres 2014 stillzulegen und die bestehende Betriebsgenehmigung zurückzugeben. Die Bundesbehörden reagierten damit auf die Aktivitäten der Bürgerinitiative Tanklager Farge e. V., die sich jahrelang sehr engagiert für die Stilllegung eingesetzt hatte. Seit März 2015 befindet sich das Tanklager in der sogenannten Stilllegungsphase, werden die Anlagen zurückgebaut und die Gelände von Schadstoffen dekontaminiert.

„Alle Anlagen werden entleert und gereinigt, außerdem werde Explosionssicherheit hergestellt, schreibt die Bima. Alle 78 Tankbehälter seien entleert, 60 von ihnen auch gereinigt. Die Verbindungsrohrleitungen seien geleert, aber größtenteils noch nicht gereinigt. Ihre Länge beträgt unterirdisch 125 Kilometer. Oberirdisch sind es nochmal 7,5 Kilometer. Die Bundeswehr geht laut Bima davon aus, die Stilllegung in zwei bis drei Jahren abzuschließen.“

Von Mitte 2019 bis Mitte 2020 wurde die Öl-Pier mit allen ober- und unterirdischen Bauwerken entfernt und auf dem angrenzenden Gelände der Boden metertief ausgetauscht und dekontaminiert. Die Rohrleitungen zwischen Ölpier und Tanklager, die die Rekumer Straße in Höhe von Hausnummer 11 unterqueren, wurden zerschnitten und verfüllt.

## Umweltschäden
Das Gelände des Tanklagers ist für die Öffentlichkeit unzugänglich. Nachbarn des Geländes berichten von riesigen Bombenkratern auf dem Gelände. Sie werden Bombenangriffen Ende März 1945 zugeordnet. Daher sollen auch Schadstoffaustritte rühren, die Anwohner und Umweltbehörde beunruhigen. Schon 2009 warnte die Umweltbehörde Anwohner in 13 Straßen, das Grundwasser zu nutzen. Es sei kontaminiert, etwa mit Benzol.

„Alle Bäume, die man pflanzen will, gehen aufgrund des schlechten Bodens nach kurzer Zeit ein… Als die Proben genommen wurden, haben wir hier mal an der Erde gerochen. Sie hat teilweise extrem nach Benzin gestunken.“

Die Bremer Umweltbehörde kann die Ursache der Kontaminierung nicht genau angeben. Aber sie teilte mit, dass das Grundwasser mit BTEX, also Benzol, Toluol, Ethylbenzol und Xylolen, verseucht ist. Aber auch MTBE, ein Zusatzstoff in Ottokraftstoffen, wurde gefunden. Besonders im Bereich der ehemaligen Verladebahnhöfe des Tanklagers sind die Werte extrem hoch. Die BTEX-Werte lagen 12.000 mal so hoch wie der zulässige Grenzwert. Seit 2010 wurden im Rahmen einer Grundwassersanierung 16.000 kg Schadstoffe aus dem Untergrund entnommen. Die Bürgerinitiative forderte immer wieder die Veröffentlichung der Gutachten über die Umweltschäden.

„Doch hier steckt die Behörde nach eigenen Angaben in einem Dilemma: Der Bund, dem das Gelände gehört, untersagt ihr die Veröffentlichung, denn das Lager soll zeitnah verkauft werden.“

Im April 2014 wurde eine von der Bürgerinitiative angemahnte Untersuchung zu möglichen Zusammenhängen mit Krebserkrankungen in dem betroffenen Gebiet veröffentlicht. Diese Untersuchung war vom Leibniz-Institut für Präventionsforschung und Epidemiologie in Zusammenarbeit mit dem Bremer Krebsregister erstellt worden. Im Fazit der Analyse heißt es:

„Eine geringfügige Erhöhung der Inzidenz für Leukämien und Lymphome ist weiterhin in der
Untersuchungsregion zu beobachten. Die beobachteten Unterschiede zwischen Anzahl der
aufgetretenen und rechnerisch erwarteten Fälle liegen aber im Bereich dessen, was man
allein aufgrund des Zufalls erwarten würde. Ein nach den Ergebnissen des Vorberichts
vermuteter ansteigender Trend hat sich nicht bestätigt.“

Die Sanierung des verseuchten Grundwassers wurde 2010 begonnen und wird voraussichtlich bis 2034 dauern. Bis 2014 wurden erst 24 Tonnen Schadstoffe entsorgt, ein Vielfaches davon befindet sich noch in der Erde. Die Grundwasserverseuchung bedroht langfristig das Wasserschutzgebiet Blumenthal, aus dem für die Versorgung des Stadtteils jährlich etwa sechs Millionen m³ Trinkwasser entnommen werden.
Die Beseitigung von Kampfmitteln aus dem Zweiten Weltkrieg wird gleichzeitig durchgeführt. Allein 2016 wurden mindestens fünf Bomben gefunden und beseitigt, drei weitere bis Juni 2017. Am 23. Januar 2023 wurde bei Bauarbeiten ein weiterer Blindgänger gefunden, eine 500-kg Bombe, die gesprengt werden musste. Am 9. März 2025 müssen vier britische 500-kg Bomben sowie weitere Kampfmittelreste gesprengt werden.

## Einzelbelege
1. 1 2  Gefahr aus dem Tanklager. In: Sonntagskurier des Weser-Kurier. 7. April 2013, S. 11.
2. ↑  Edgar S. Hasse: Ein schweres Nazi-Erbe – Das größte unterirdische Tanklager der Welt ist Altlast für Bremen. In: Die Welt. 18. Februar 2013 (welt.de [abgerufen am 11. Juni 2016]).
3. 1 2  Unterlagen Gesundheitsamt und Geoinformation Bremen
4. ↑  Peter-Michael Meiners: Die Lager der U-Bootbunkerwerft Valentin. Rüstung und Zwangsarbeit.Ergebnisse einer Spurensuche. Farge-Rekum-Neuenkirchen-Schwanewede. Selbstverlag, Ritterhude 2017, S. 11.
5. 1 2  Erinnerung an die Bomben. In: Osterholzer-Kreisblatt / Weser-Kurier. 21. März 2013, S. 7 (weser-kurier.de [abgerufen am 11. Juni 2016]).
6. ↑  Christina Denker: „Ohrenbetäubendes Geknalle“. Karl-Heinz Schönberger erlebt den Angriff auf Farge. In: Osterholzer Kreisblatt. 21. März 2013, S. 7 (weser-kurier.de [abgerufen am 11. Juni 2016]).
7. ↑  Tanklager Farge wird stillgelegt. In: Osterholzer Kreisblatt. 22. März 2014 (weser-kurier.de [abgerufen am 11. Juni 2016]).
8. ↑  Homepage der BI Tanklager Farge. Archiviert vom Original (nicht mehr online verfügbar) am 14. September 2017; abgerufen am 14. September 2017.  Info: Der Archivlink wurde automatisch eingesetzt und noch nicht geprüft. Bitte prüfe Original- und Archivlink gemäß Anleitung und entferne dann diesen Hinweis.
9. ↑  Der Senator für Umwelt, Bau und Verkehr der Freien Hansestadt Bremen: Bericht der Verwaltung für die Sitzung der Deputation für Umwelt, Bau, Verkehr, Stadtentwicklung, Energie und Landwirtschaft (S) am 8.06.2017. (PDF; 962 kB) Abgerufen am 6. September 2017.
10. ↑  Der Senator für Umwelt, Bau und Verkehr: Sachstandsbericht für 2017. (PDF; 117 kB) 13. Juli 2018, abgerufen am 29. August 2018.
11. ↑  Klaus Grunewald: Schadstoffe auffangen oder abpumpen ? In: Die Norddeutsche. Nr. 46, 24. Februar 2016, S. 2.
12. ↑  Michael Brandt: Doppelte Last. In: Die Norddeutsche. Nr. 284, 12. März 2016, S. 1.
13. ↑  Bombe in Farge gesprengt. In: Die Norddeutsche. Nr. 136, 14. Juni 2017, S. 1.
14. ↑  Manuela Kanies, Michael Rabba: Weltkriegsbombe gesprengt. Anwohner für Stunden evakuiert. In: Die Norddeutsche. Nr. 21. Bremen 25. Januar 2023, S. 1.
15. ↑  Polizei Bremen: Möglicher Bombenfund Tanklager Farge - Bombenfunde bestätigt: Evakuierung am Sonntag in Farge. 9. März 2025, abgerufen am 9. März 2025.